# Liliana Cavani
Liliana Cavani, född  12 januari 1933 i Carpi i provinsen Modena i Emilia-Romagna, är en italiensk regissör och manusförfattare.
Cavani debuterade med en tv-dokumentär 1961. Hon blev internationellt känd i samband med att hennes film Nattportieren kom ut 1974. Filmen uppmärksammades stort på grund av sitt kontroversiella innehåll med sadomasochism och nazism. Under senare år har hennes mest uppmärksammade film varit Ripley's Game från 2002. Hon har tre gånger nominerats till Guldpalmen: 1974 för Milarepa, 1981 för La Pelle och 1989 för Francesco. 2008 tilldelades Cavani en Golden Globe för sin karriär.

## Filmografi i urval
- 1970 – I cannibali
- 1971 – Gästen
- 1974 – Milarepa
- 1974 – Nattportieren
- 1977 – Bortom gott och ont
- 1981 – La pelle
- 1982 – Oltre la porta
- 1985 – Affär i Berlin
- 2002 – Ripley's Game